# Кричмарь, Вадим Викторович
Вадим Викторович Кричмарь (22 августа 1988, Тирасполь, Молдавская ССР, СССР) — молдавский футболист, нападающий.

## Карьера
В ноябре 2013 года был вызван в национальную сборную Молдавии на товарищеский матч со сборной Литвы. Покинул лагерь сборной, сославшись на травму, но через три дня после этого принял участие в контрольном матче в составе «Зимбру». Позже признался, что у него была ещё и другая причина. Так как Кричмарь обладает двойным гражданством, Молдавии и России, он мечтает играть в России, и если бы он сыграл за сборную Молдавии, то в чемпионате России считался бы легионером, что могло бы препятствовать его футбольной карьере в России. Из-за этого Комитет по проведению соревнований Федерации футбола Молдавии отстранил его на пять игр чемпионата страны, а также оштрафовал на 50 тысяч леев.
В феврале 2014 года подписал контракт на 2,5 года с российским клубом «Тосно». В апреле 2014 года был отдан в аренду до конца сезона в клуб «Сперанца». 2 июля 2014 был отдан в годичную аренду в ФК «СКА-Энергия». 25 февраля 2016 подписал контракт с кишинёвской «Академией».